# Nereo Champagne
Nereo Champagne (ur. 20 stycznia 1985 w Salto) – argentyński piłkarz występujący na pozycji bramkarza w CD Leganés.